# Campeonato Europeu Júnior de Atletismo de 1977
O Campeonato Europeu Júnior de Atletismo foi a 4ª edição da competição de atletismo organizada pela Associação Europeia de Atletismo para atletas com menos de vinte anos, classificados como Júnior. O evento foi realizado no Estádio Lokomotiv em Donetsk na União Soviética, entre 19 e 21 de agosto de 1977.  

## Resultados
Esses foram os resultados do campeonato. 

### Masculino
| Evento                       | Ouro                                                                                     | Ouro     | Prata                                                                                         | Prata    | Bronze                                                                          | Bronze   |
| ---------------------------- | ---------------------------------------------------------------------------------------- | -------- | --------------------------------------------------------------------------------------------- | -------- | ------------------------------------------------------------------------------- | -------- |
| 100 m                        | Hermann Panzo · França                                                                   | 10.40    | Olaf Prenzler · Alemanha Oriental                                                             | 10.53    | Bernhard Hoff · Alemanha Oriental                                               | 10.53    |
| 200 m                        | Bernhard Hoff · Alemanha Oriental                                                        | 20.59    | Bernd Sattler · Alemanha Ocidental                                                            | 21.05    | Pascal Barré · França                                                           | 21.12    |
| 400 m                        | Roberto Tozzi · Itália                                                                   | 47.18    | Vyacheslav Dotsenko · União Soviética                                                         | 47.32    | Steve Wymark · Reino Unido                                                      | 47.50    |
| 800 m                        | Andreas Busse · Alemanha Oriental                                                        | 1:47.8   | Detlef Wagenknecht · Alemanha Oriental                                                        | 1:48.2   | Guy Tondeur · Bélgica                                                           | 1:48.6   |
| 1.500 m                      | Ari Paunonen · Finlândia                                                                 | 3:41.6   | Chris Sly · Reino Unido                                                                       | 3:44.6   | Pierre Délèze · Suíça                                                           | 3:45.0   |
| 3.000 m                      | José Manuel Abascal Espanha                                                              | 7:58.3   | Werner Schildhauer · Alemanha Oriental                                                        | 8:01.0   | Hansjörg Kunze · Alemanha Oriental                                              | 8:01.2   |
| 5.000 m                      | Nathaniel Muir · Reino Unido                                                             | 13:49.1  | Volkmar Betz · Alemanha Ocidental                                                             | 13:51.0  | Nicholas Lees · Reino Unido                                                     | 13:53.3  |
| 110 m com barreiras          | Arto Bryggare · Finlândia                                                                | 13.84    | Mark Holtom · Reino Unido                                                                     | 14.29    | Ingo Bruhn · Alemanha Oriental                                                  | 14.39    |
| 400 m com barreiras          | Manfred Konow · Alemanha Oriental                                                        | 50.61    | Stefan Piecyk · Polónia                                                                       | 51.23    | Gary Oakes · Reino Unido                                                        | 51.33    |
| 2.000 m com obstáculo        | Vesa Laukkanen · Finlândia                                                               | 5:30.2   | Domingo Ramón Espanha                                                                         | 5:34.1   | Paul Nothacker · Alemanha Ocidental                                             | 5:34.8   |
| 10 km marcha atlética        | Mykola Vynnychenko · União Soviética                                                     | 41:31.6  | Ronald Weigel · Alemanha Oriental                                                             | 42:56.7  | Bengt Simonsen · Suécia                                                         | 43:29.3  |
| Revezamento 4 x 100 metros   | França · Pierrick Thessard · Hermann Panzo · Patrick Barré · Pascal Barré                | 39.99    | Alemanha Oriental · Erhard Gernand · Klaus Thiele · Thomas Malke · Bernhard Hoff              | 40.25    | Polónia · Marek Fostiak · Eugeniusz Krawsz · Marek Radtke · Krzysztof Zwoliński | 40.66    |
| Revezamento 4 x 400 metros   | Alemanha Oriental · Carsten Petters · Bernhard Hoff · Detlef Wagenknecht · Manfred Konow | 3:07.8   | União Soviética · Valeriy Stashuk · Mikhail Linge · Nikolay Chernetskiy · Vyacheslav Dotsenko | 3:08.5   | Reino Unido · Greg Stewart · Daley Thompson · Steve Wymark · Andrew Kerr        | 3:09.5   |
| Salto com vara               | Viktor Spasov · União Soviética                                                          | 5.30 m   | Felix Bohni · Suíça                                                                           | 5.20 m   | Atanas Tarev · Bulgária                                                         | 5.10 m   |
| Salto em altura              | Vladimir Yashchenko · União Soviética                                                    | 2.30 m   | André Schneider-Laub · Alemanha Ocidental                                                     | 2.20 m   | Alessandro Brogini · Itália                                                     | 2.14 m   |
| Salto em distância           | Stanisław Jaskułka · Polónia                                                             | 7.77 m   | Ivan Tuparov · Bulgária                                                                       | 7.63 m   | Aleksandr Kozlov · União Soviética                                              | 7.59 m   |
| Salto triplo                 | Gennadiy Valyukevich · União Soviética                                                   | 16.60 m  | Vassiliy Grishchenkov · União Soviética                                                       | 16.31 m  | Klaus Kübler · Alemanha Ocidental                                               | 16.22 m  |
| Arremesso de peso (6 kg)     | Dietmar Krumm · Alemanha Oriental                                                        | 18.87 m  | Roland Steuk · Alemanha Oriental                                                              | 17.61 m  | Aleksandr Styepankov · União Soviética                                          | 17.50 m  |
| Arremesso de disco (1,75 kg) | Yuriy Dumchev · União Soviética                                                          | 53.30 m  | Alfonz Saskoi · Hungria                                                                       | 53.14 m  | Werner Hartmann · Alemanha Ocidental                                            | 52.24 m  |
| Arremesso de dardo (6 kg)    | Klaus Tafelmeier · Alemanha Ocidental                                                    | 84.14 m  | Arto Härkönen · Finlândia                                                                     | 82.98 m  | Roman Zwierchowski · Polónia                                                    | 82.56 m  |
| Lançamento de martelo        | Roland Steuk · Alemanha Oriental                                                         | 70.78 m  | Sergey Litvinov · União Soviética                                                             | 68.76 m  | Vladimir Nagurniy · União Soviética                                             | 67.60 m  |
| Decatlo                      | Daley Thompson · Reino Unido                                                             | 7647 pts | Ronald Wiese · Alemanha Oriental                                                              | 7564 pts | Jürgen Hingsen · Alemanha Ocidental                                             | 7524 pts |

### Feminino
| Evento                       | Ouro                                                                                     | Ouro     | Prata                                                                              | Prata    | Bronze                                                                               | Bronze   |
| ---------------------------- | ---------------------------------------------------------------------------------------- | -------- | ---------------------------------------------------------------------------------- | -------- | ------------------------------------------------------------------------------------ | -------- |
| 100 m                        | Barbel Lockhoff · Alemanha Oriental                                                      | 11.48    | Simone Naumann · Alemanha Oriental                                                 | 11.60    | Kathy Smallwood · Reino Unido                                                        | 11.71    |
| 200 m                        | Barbel Lockhoff · Alemanha Oriental                                                      | 23.12    | Karin Verguts · Bélgica                                                            | 23.37    | Kathy Smallwood · Reino Unido                                                        | 23.53    |
| 400 m                        | Gaby Bussmann · Alemanha Ocidental                                                       | 52.33    | Karin Wahren · Alemanha Oriental                                                   | 52.99    | Katrin Schulz · Alemanha Oriental                                                    | 53.29    |
| 800 m                        | Martina Kämpfert · Alemanha Oriental                                                     | 2:01.7   | Hildegard Ullrich · Alemanha Oriental                                              | 2:02.3   | Josephine White · Reino Unido                                                        | 2:03.4   |
| 1.500 m                      | Dorthe Rasmussen · Dinamarca                                                             | 4:20.9   | Ursula Sauer · Alemanha Oriental                                                   | 4:21.7   | Nadezhda Rodina · União Soviética                                                    | 4:22.6   |
| 100 m com barreiras          | Kerstin Claus · Alemanha Oriental                                                        | 13.32    | Regina Beyer · Alemanha Oriental                                                   | 13.33    | Maria Kemenchezhi · União Soviética                                                  | 13.71    |
| Revezamento 4 x 100 metros   | Alemanha Oriental · Simone Naumann · Bärbel Lockhoff · Kerstin Claus · Birgit Rabe       | 44.17    | Alemanha Ocidental · Gisela Eichler · Silke Rasch · Claudia Steger · Ulrike Sommer | 44.63    | Reino Unido · Heather Hunte · Kathy Smallwood · Michelle Probert · Janine MacGregor  | 44.71    |
| Revezamento 4 x 400 metros   | Alemanha Ocidental · Gaby Bussmann · Claudia Steger · Friedericke Vombohr · Ina Wallburg | 3:32.8   | Alemanha Oriental · Heike Hempel · Margit Kröning · Katrin Schulz · Karin Wahren   | 3:34.7   | União Soviética · Galina Lev · Natalya Danilova · Irina Chyomina · Tatyana Savchenko | 3:39.5   |
| Salto em altura              | Kristine Nitzsche · Alemanha Oriental                                                    | 1.88 m   | Marlis Wilken · Alemanha Ocidental                                                 | 1.86 m   | Sabine Serk · Alemanha OcidentalDanuta Bułkowska · Polónia                           | 1.81 m   |
| Salto em distância           | Nadezhda Zuyeva · União Soviética                                                        | 6.35 m   | Astrid Beiersdorf · Alemanha Ocidental                                             | 6.34 m   | Heike Duwe · Alemanha Oriental                                                       | 6.30 m   |
| Arremesso de peso (6 kg)     | Simone Michel · Alemanha Oriental                                                        | 18.10 m  | Cordula Schulze · Alemanha Oriental                                                | 18.00 m  | Tatyana Shcherbanos · União Soviética                                                | 15.78 m  |
| Arremesso de disco (1,75 kg) | Ines Reichenbach · Alemanha Oriental                                                     | 52.06 m  | Gisela Beyer · Alemanha Oriental                                                   | 51.36 m  | Lyudmila Dyevitskaya · União Soviética                                               | 50.72 m  |
| Lançamento de dardo          | Heidi Repser · Alemanha Ocidental                                                        | 61.96 m  | Petra Felke · Alemanha Oriental                                                    | 57.68 m  | Roswitha Potrek · Alemanha Oriental                                                  | 55.08 m  |
| Pentatlo                     | Kristine Nitzsche · Alemanha Oriental                                                    | 4409 pts | Iris Kunstner · Alemanha Ocidental                                                 | 4152 pts | Ina Losch · Alemanha Ocidental                                                       | 4116 pts |

## Quadro de medalhas
| Ordem | País               | Medalha de ouro | Medalha de prata | Medalha de bronze | Total |
| ----- | ------------------ | --------------- | ---------------- | ----------------- | ----- |
| 1     | Alemanha Oriental  | 15              | 16               | 6                 | 37    |
| 2     | União Soviética    | 6               | 4                | 8                 | 18    |
| 3     | Alemanha Ocidental | 4               | 7                | 6                 | 17    |
| 4     | Finlândia          | 3               | 1                | 0                 | 4     |
| 5     | Reino Unido        | 2               | 2                | 8                 | 12    |
| 6     | França             | 2               | 0                | 1                 | 3     |
| 7     | Polónia            | 1               | 1                | 3                 | 5     |
| 8     | Espanha            | 1               | 1                | 0                 | 2     |
| 9     | Itália             | 1               | 0                | 1                 | 2     |
| 10    | Dinamarca          | 1               | 0                | 0                 | 1     |
| 11=   | Bélgica            | 0               | 1                | 1                 | 2     |
| 11=   | Bulgária           | 0               | 1                | 1                 | 2     |
| 11=   | Suíça              | 0               | 1                | 1                 | 2     |
| 14    | Hungria            | 0               | 1                | 0                 | 1     |
| 15    | Suécia             | 0               | 0                | 1                 | 1     |